# عالم مظلم (فلم 2010)
عالم مظلم (الروسية: Тёмный мир) هو فيلم رعب روسي من إنتاج 2010 ومن إخراج أنطون ميجرديتشيف. يعد هذا أول فيلم روسي ثلاثي الأبعاد.

## القصة
يكتشف مجموعة من الطلاب في رحلة ميدانية إلى لابلاند درعًا قديمًا، ويصبح واحد من الطلاب ممسوسًا بروح، وعندما يصل فريق الإنقاذ المدعوم تبدأ معركة ملحمية حول وجود المحاصرين بالدرع.

## فريق العمل
- سفيتلانا إيفانوفا بدور ماريا
- إيفان زيدكوف بدور كوستيا
- ايلينا بانوفا بدور هلفي
- سيرجي اوجيوموف بدور الكسندر فولكوف
- ايليا الكسييف بدور آرثر
- ماريا كوزهيفنيكوفا بدور فيكا
- فلاديمير نوزيك بدور قائد الاستكشاف (أستاذ)
- كسينيا رادتشينكو بدور فاليا
- أليكساندرا فالكير
- ايرا انتيكاينن
- دينيس يوشكين

## الوصلات الخارجية
عالم مظلم على موقع IMDb (الإنجليزية)
- عالم مظلم على موقع ألو سيني (الفرنسية)
- عالم مظلم على موقع فيلمافينيتي (الإسبانية)
- عالم مظلم على موقع قاعدة بيانات الفيلم (الإنجليزية)
- عالم مظلم على موقع ليتربوكسد (الإنجليزية)
- عالم مظلم على موقع كينوبويسك (الروسية)